# Bob Cochran
Robert Bruce „Bob” Cochran (ur. 11 grudnia 1951 w Claremont) – amerykański narciarz alpejski. Najlepszym wynikiem Cochrana na mistrzostwach świata było 14. miejsce w zjeździe na mistrzostwach w Sankt Moritz. Zajął także 8. miejsce w zjeździe na igrzyskach w Sapporo. Najlepsze wyniki w Pucharze Świata osiągnął w sezonie 1972/1973, kiedy to zajął 8. miejsce w klasyfikacji generalnej, a w klasyfikacji slalomu był dziewiąty.
Jego siostry Barbara Cochran, Marilyn Cochran i Lindy Cochran również uprawiały narciarstwo alpejskie. Także jego syn Jimmy Cochran jest obecnie narciarzem alpejskim.

## Sukcesy

### Puchar Świata

#### Miejsca w klasyfikacji generalnej
- 1969/1970 – 33.
- 1970/1971 – 50.
- 1971/1972 – 29.
- 1972/1973 – 8.
- 1973/1974 – 26.

#### Miejsca na podium
1. Wengen – 23 stycznia 1972 (slalom) – 3. miejsce
2. Kitzbühel – 27 stycznia 1973 (zjazd) – 3. miejsce
3. Heavenly Valley – 23 marca 1973 (slalom) – 2. miejsce
4. Heavenly Valley – 24 marca 1973 (gigant) – 1. miejsce